# Телесненко Андрій Васильович
Андрі́й Васи́льович Телесне́нко (нар. 12 квітня 1966, м. Одеса, УРСР) — колишній радянський та український футболіст, захисник. Майстер спорту СРСР (1991). Після завершення активних виступів перейшов на тренерську діяльність. Нині тренер-селекціонер одеського «Чорноморця».

## Біографія

### Клубна кар'єра
У дитинстві Телесненко займався легкою атлетикою, та паралельно грав за команду ЖЕКа у змаганнях на призи клубу «Шкіряний м'яч». У 12 років пішов займатися до футбольної секції на стадіоні «Спартак», а потім і до ДЮСШ «Чорноморець». Великий внесок у становлення Телесненка як футболіста зробили тренери Олег Щупаков та Георгій Кривенко. Завдяки їх зусиллям юнак досить швидко потрапив до дублюючого складу «Чорноморця», проте завоювати місце у першій команді йому довгий час не вдавалося і Андрій задовольнявся виступами за резервістів.
Врешті-решт Телесненко відгукнувся на пропозицію Віктора Зубкова приєднатися до миколаївського «Суднобудівника» та залишив Одесу. Залишив для того, щоб вже через рік повернутися та провести у «Чорноморці» чотири чудові сезони.
Однак рівень новоствореного чемпіонату України не задовольняв футболіста і він вирішив шукати щастя за кордоном. Так Телесненко опинився у фінському «Оулу», де відіграв два сезони. Цікаво, що під час міжсезоння у чемпіонаті Фінляндії Андрій встиг зіграти декілька матчів за рідний «Чорноморець», отримавши на це дозвіл керівництва клубу.
А після фінського етапу кар'єри знову була Одеса та виступи у складі «моряків». На той час «Чорноморець» переживав свій розквіт, постійно потрапляючи у трійку призері чемпіонату. Телесненко був одним з тих, хто цементував оборонні редути одеського клубу. Однак довше ніж на два сезони він у рідному місті не затримався і розпочав свій легіонерський вояж, який розпочався у беер-шевському «Хапоелі», продовжився у російському клубі «Газовик-Газпром» та зрештою закінчився у Кишиневі, де Телесненко захищав кольори місцевого «Зімбру». Молдавський етап кар'єри футболіста виявився найбільш стабільним та тривалим — лише чотирьох матчів не вистачило Андрію до заповітного числа «100», що символізувало кількість матчів к складі кишинівського клубу.
А у 2001 році досвідчений захисник у черговий раз повернувся на Батьківщину, де три роки захищав кольори овідіопольського «Дністра».

### Виступи за збірну
| 01. | 26.08.1994 | Німеччина | Муніципальний стадіон, Грассау | ОАЕ — Україна      | 1-1 | Товариський матч              |  |    |  |
| 02. | 25.03.1995 | Хорватія  | «Максимір», Загреб             | Хорватія — Україна | 4-0 | Відбірковий матч до Євро-1996 |  | ?' |  |
| 03. | 29.03.1995 | Україна   | Республіканський стадіон, Київ | Україна — Італія   | 0-2 | Відбірковий матч до Євро-1996 |  |    |  |

### Тренерська діяльність
Ще під час останнього сезону в «Дністрі» Андрій Телесненко почав суміщати функції гравця та тренера. Згодом, після завершення активних виступів, він увійшов до тренерського штабу овідіопольців як помічник головного тренера. На цій посаді Телесненко перебував до 2006 року, коли вирішив приєднатися до тренерської групи «Чорноморця». У структурі одеського клубу працює і дотепер, відповідаючи за селекційний напрям.

## Досягнення
Клубні трофеї
- Бронзовий призер чемпіонату України (1993/94)
- Срібний призер чемпіонату України (1994/95)
- Володар Кубка України (1993/94)
- Володар Кубка ТОТО (1995/96)
- Триразовий чемпіон Молдови (1997/98, 1998/99, 1999/2000)
- Срібний призер чемпіонату Молдови (2000/01)
- Володар Кубка Молдови (1997/98)

Особисті досягнення
- Майстер спорту СРСР (1991)